# 宮崎愛子
宮崎 愛子（みやざき あいこ、1998年8月28日 - ）は、テレビ宮崎のアナウンサー。

## 来歴
大阪府高槻市出身。関西大学社会安全学部安全マネジメント学科卒業。
大学を卒業後、2021年にテレビ宮崎に入社。アナウンス部に配属され、同期のオカファーエニス豪とともに同局のアナウンサーになる。
入社2年目の2022年、九州・山口地方で放送のブロックネット番組『アサデス。7』に出演したときの映像が第21回ANNアナウンサー賞に出品され、この回の最優秀新人賞を受賞した。

## 担当番組
- U-doki [5]
- のびよ！みやざきっ子[6]
- You & Live Smile [7]
- #Link [5]
- アサデス。7（九州朝日放送ほか）[8]